# 날개안정분리철갑탄
날개안정분리철갑탄 또는 분리형 날개안정 철갑탄, 혹은 샤보트(Sabot)식 날개안정 철갑탄은 운동 에너지탄의 일종이다. APFSDS(Armor Piercing Fin Stabilized Discarding Sabot)라고 한다. 영국처럼 APDS(Armor Piercing Discarding Sabot)를 사용하는 나라에서 탄종 구별을 위해 철자의 배열을 바꾸어 APDSFS라고도 한다.
APFSDS는 종래의 철갑탄과는 완전히 다른 사상으로 디자인되어 있다. 1200m/s 이상으로 착탄하면 장갑과 탄체는 각각 유체로서 작용해 상호 침식을 일으킨다. 그 결과, 탄체 직경보다 몇 배 큰 구멍을 뚫는다. 따라서 장갑에 대해서 거의 평행으로 착탄했을 경우를 제외하면 도탄(倒彈)을 일으키는 일은 없고, 그 때문에 피탄경사라는 개념은 과거의 것이 되었다. 또 경사 장갑에 대해서도, 침식 시에 굴절을 닮은 거동을 나타내 장갑판의 얇은 쪽으로 돌면서 관통하기 때문에 경사 장갑의 이점인 관통장의 증대조차 유효하지 않다.
탄체의 재질에는 탄탈럼이 최적이지만, 탄탈럼은 매우 희소한 금속이기 때문에 통상 대부분의 국가는 탄탈럼보다 저렴한 텅스텐 합금이 사용되고 있다. 초기(2차 대전 중)의 관통자에는 상대적으로 가공이 쉬운 탄화 텅스텐이 이용되었다. 미세분말상태의 탄화 텅스텐을 코발트-니켈 따위의 금속과 혼합, 고온에서 압축하며 구워내 코발트-니켈이 접착제 역할을 하여 탄화 텅스텐을 고정시키는 방법으로 제작되었다.
그러나 이 방법은 재료 자체의 경도는 크지만 잘 부스러지려는 특성을 가져 1960년대 이후로는 점차 잘 쓰지 않게 되었으며 이후 기술의 발전으로 지금의 텅스텐 관통자는 텅스텐에 니켈, 구리, 망간 따위의 금속을 포함, 분자 레벨에서 결정을 형성시켜 만들고 있으며 기술의 발전으로 현재는 텅스텐 관통자에도 각종 신기술(예 : 자기첨예화, 복합재 이탈피 등)을 적용해서 관통력을 증대시키는 경우가 많이 늘어났다. 그 결과 현재 텅스텐 합금을 사용하는 국가 중에서 상당한 수준의 기술력을 갖춘 국가로 독일, 대한민국, 미국 등이 있다.
실제로 대한민국 육군에서 운용중인 날개안정철갑예광탄(APFSDS-T)의 경우 탄자 생산 및 개발업체로 알려진 풍산이 최신 다단열처리 기술 및 미세조직 제어기술로 마치 열화우라늄탄처럼 자기첨예화가 일어나게 하여 열화우라늄탄에 버금가는 수준의 관통력을 가진 관통자를 만들었다.
미국이나 러시아 등의 일부 국가에서는 1970년대부터 텅스텐보다 밀도가 높고, 자연계에 존재하는 물질 중 가장 강도가 높기도 하며, 무엇보다 핵폐기물이기 때문에 저렴한 열화우라늄 합금도 이용되고 있다. 동구권에서는 간혹 열처리한 강철도 사용되나 성능은 그다지 좋지 않다. 하지만 미국이나 러시아 등의 열화우라늄 합금으로 날개안정철갑탄을 사용하는 국가에서도 해외 수출용이나 훈련용 등으로 텅스텐 날탄 등을 생산하고 있으며 대표적인 예시를 들자면 미국의 수출용 텅스텐 날개안정분리철갑탄으로 알려진 KEW-A1 등이 있다.

### 날개안정분리철갑탄의 구조
APFSDS는 텅스텐 합금이나 열화우라늄 합금 등의 중금속으로 구성된 홀쭉한 침상의 탄체와 경금속의 장탄통(Sabot)으로 구성되어 전체의 질량을 가볍게하여 탄자 비행에 이점으로 작용한다. 탄약의 장약이 연소할 때 가스압이 발생한다. 이 가스압이 장탄통의 탄대에 의해 밀폐되며, 포구내 압력이 증가하며, 그 가스압이 장탄통을 밀어내어 전진하게 된다. 포구로부터 나온 후 비행간 정면의 공기저항에 의해 탄체로부터 장탄통(이탈피)가 분리되며, 탄심(관통자, Penetraor)만이 목표를 향해 비행한다. 이 구조에 의해 포탄의 발사 화약에 의해 만들어진 운동에너지가 표적의 장갑의 지극히 좁은 영역에 집중되어, 관통력을 높이고 있다.
얼마나 홀쭉한가를 나타내는 방법으로서는 L/D비라는 값이 사용된다. L/D 비는 길이(Length)/직경(Diameter)로 나타내지며 현재 사용되는 APFSDS의 L/D 비는 20~30 정도 혹은 30을 넘어간다.
APFSDS는 매우 홀쭉하기 때문에 강선에 의해 회전을 시키면 반대로 불안정해져 버린다. 때문에 강선이 없는 활강포로부터의 발사가 이상적이지만, 현재는 슬립링(움직이는 회전대)의 장착에 의해 통상의 강선포에서도 발사가 가능하다. 대신 탄두의 안정익으로 탄도의 안정을 도모하고 있지만, 횡풍의 영향을 받기 쉬운 결점이 있기 때문에 명중도 향상에는 풍향 센서에 의한 조준 보정이 불가결하다. 또, 최근의 전차포에서 머즐 브레이커를 볼 수 없는 것도 분리한 장탄통이 걸리는 것을 방지하기 위해서다.
장갑을 관통하는 힘은 어느 정도 두께의 균질 압연 강판(RHA: Rolled Homogeneous Armor, 철 합금)을 관통할 수 있는가 하는 것으로 나타나는데, APDSDS 기준으로 105mm 강선포 기준으로 평균 400mm 중반 ~ 최대 600mm 초반, 120mm 활강포로는 평균 500mm ~ 800mm 중반 정도의 RHA(KE)를 관통할 수 있다.
열화 우라늄 탄체는 텅스텐 탄체보다 약 10 ~ 15% 정도는 관통력이 우세한 것으로 추정되며, 철제 탄체는 1/2 정도의 관통력을 가지고 있다. 상당수의 APFSDS의 탄체는 텅스텐을 사용하며 일부 국가의 경우 열화우라늄 탄체를 사용하는 경우도 있다.
현재 전차가 장비하는 대전차용 포탄은 대부분 APFSDS이다. 같은 대전차용 포탄으로서 HEAT(대전차유탄)가 있지만, 실제로 대전차전을 위해 전차에 탑재되는 일은 거의 없다. HEAT는 수치상은 APFSDS와 그다지 다르지 않은 위력을 나타내지만, 현재 전차에 많이 사용되는 복합 장갑, 반응장갑 등의 기술의 발전으로 방호력이 향상되면서 상당수의 주력전차(MBT)를 상대로는 APFSDS에 비해 유효하기가 힘들기 때문이다. 게다가 보병용의 대전차 미사일이나 대전차 로켓의 경우도 HEAT를 사용하는데 이 경우도 요즘의 주력전차를 비롯한 기갑장비들의 경우 방호력의 증대를 위해 기존에 사용한 복합장갑이나 반응장갑 이외에 슬랫아머, APS(능동방어체계) 등의 기술을 사용하여 기존보다 방호력을 증대시키는 경우가 늘었다.

## 같이 보기
- 운동에너지 폭격